# Schwimmkörper

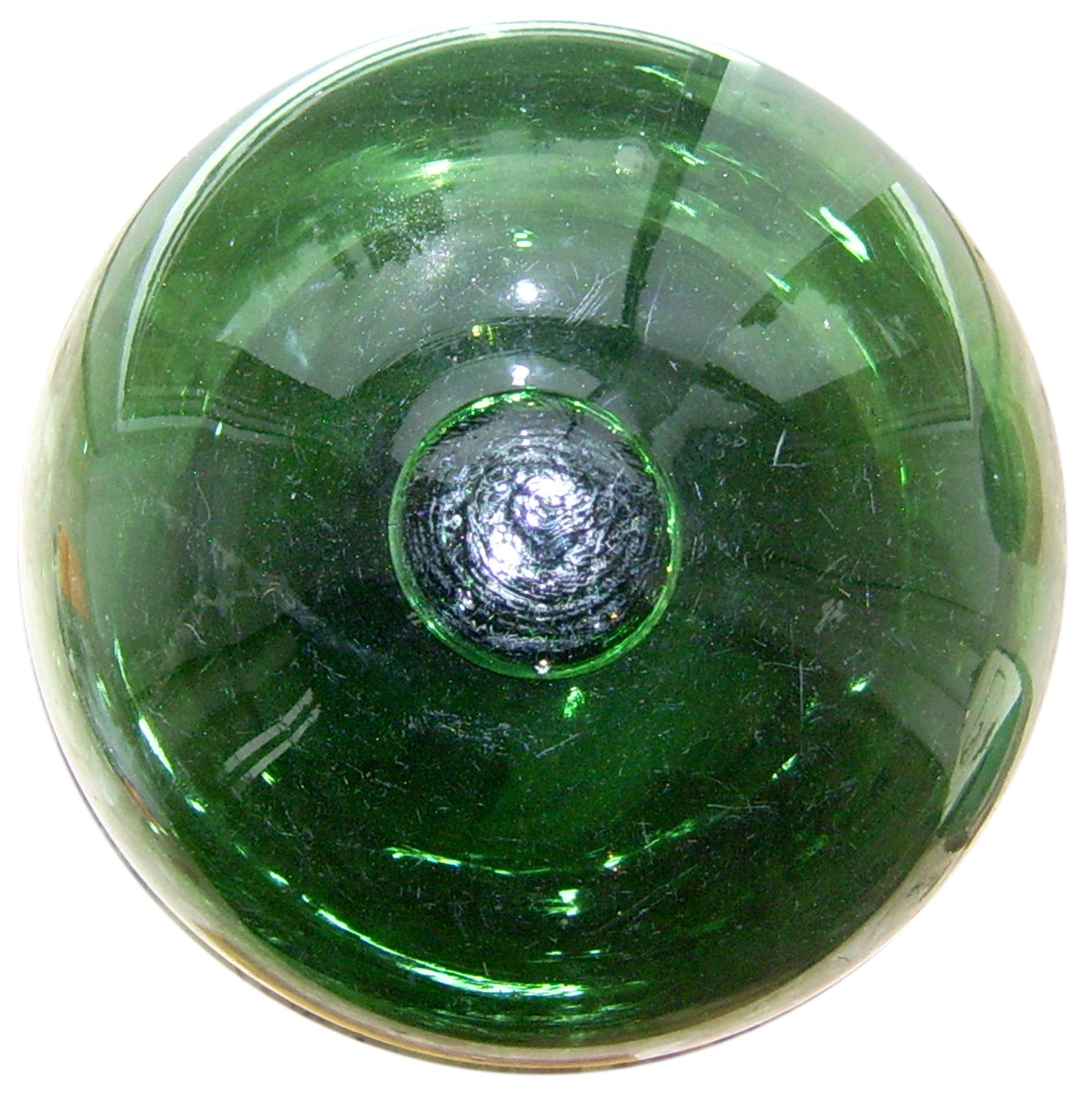
Seit Mitte des 19. Jh. wurden Glashohlkugeln als Schwimmer für Fischernetze verwendet

Ein Schwimmkörper oder Auftriebskörper ist ein Gegenstand, der aufgrund seines Auftriebs durch Verdrängung nach dem archimedischen Prinzip selbständig schwimmfähig ist. Obwohl Schiffe streng genommen auch unter diese Definition fallen, wird der Begriff eher für kleinere Gegenstände wie Schwimmwesten, Bojen, Schlepptäuschkörper oder Schwimmerschalter verwendet. Schwimmkörper, die nicht aus einem von sich aus schwimmfähigen Material (wie Holz oder Kork) bestehen, sind hohl und oft mit Luft oder mit einem leichten Feststoff, meist einem möglichst geschlossenporigen Kunststoffschaum gefüllt.

## Auftriebskörper
Bei schwimmfähigen Teilen größerer Gegenstände (beispielsweise einer Jolle) spricht man auch von Auftriebskörpern. Bei vielen kleineren Booten werden Hohlräume mit geschlossenblasigem PU-Schaum gefüllt, so dass diese auch bei Beschädigung der Hülle nicht volllaufen können. Oft sind Auftriebskörper aber auch reine Hohlkörper. 
Für Stege, Schwimmplattformen und Pontonboote werden häufig Kunststoffschwimmkörper aus Polyethylen eingesetzt. Durch Aneinanderreihung mehrerer Einzelschwimmkörper erhält man eine nahezu unsinkbare Konstruktion. Die Farben und Wandstärken der Schwimmkörper sind variabel; die Geometrie der Schwimmkörper ist nur an die jeweilige Form (Werkzeug) gebunden. Schwimmkörper aus Kunststoff sind gegenüber den meisten Säuren, Ölen und Kraftstoffen widerstandsfähig. Der Unterwasserbewuchs kann sehr leicht entfernt werden.
In Regenwassertanks wird durch einen schwimmenden Saugschlauch oder Saugkorb nur das saubere Oberflächenwasser angesaugt. Das gleiche Prinzip kann auch in Heizöltanks angewandt werden, um dem Ölschlamm auszuweichen.
Auftriebskörper sowohl in der Netz- als auch in der Leinenfischerei werden als Schwimmer bezeichnet und dienen dem Halten von Netz oder Leine samt Haken und Köder und Beschwerungen auf einer gewünschten Tiefe unter der Wasseroberfläche.

## Auftriebskörper (Luftfahrzeuge)
Der Begriff Auftriebskörper wird außerdem auch bei Luftfahrzeugen verwendet und bezeichnet dann dort jene Bauteile, die zum, meist aerodynamischen, Auftrieb. beitragen. Der Begriff findet insbesondere dann Verwendung, wenn keine klare Trennung in Tragflügel und Rumpf besteht, etwa wenn verschiedene Komponenten des Rumpfs am Auftrieb beteiligt sind wie etwa Stummelflügel bei Hubschraubern.

## Schwimmkugel
In großen Stückzahlen werden Schwimmkugeln als schwimmende Decke für offene Behälteranlagen verwendet, um:
- Verdunstungsverluste und die Wärmeabstrahlung/Wärmeverlust in beheizten Schwimmbecken zu verringern
- Säuredämpfe zu binden, die bei der Elektrolyse von Metallen entstehen
- Lichteinwirkung/UV-Strahlung zu reduzieren, um dadurch das Algenwachstum zu verhindern[1]
- Oxidation von Foto-Entwicklerflüssigkeit durch Luftsauerstoff  in offenen Behältern zu reduzieren
- die abgedeckte Fläche bleibt auch bei steigenden und fallenden Flüssigkeitsständen geschlossen,  flexibel und offen für Materialentnahme und -Befüllung
- Gerüche zu blockieren (wie in Kläranlagen)

Unterschiedliche Schwimmkörper
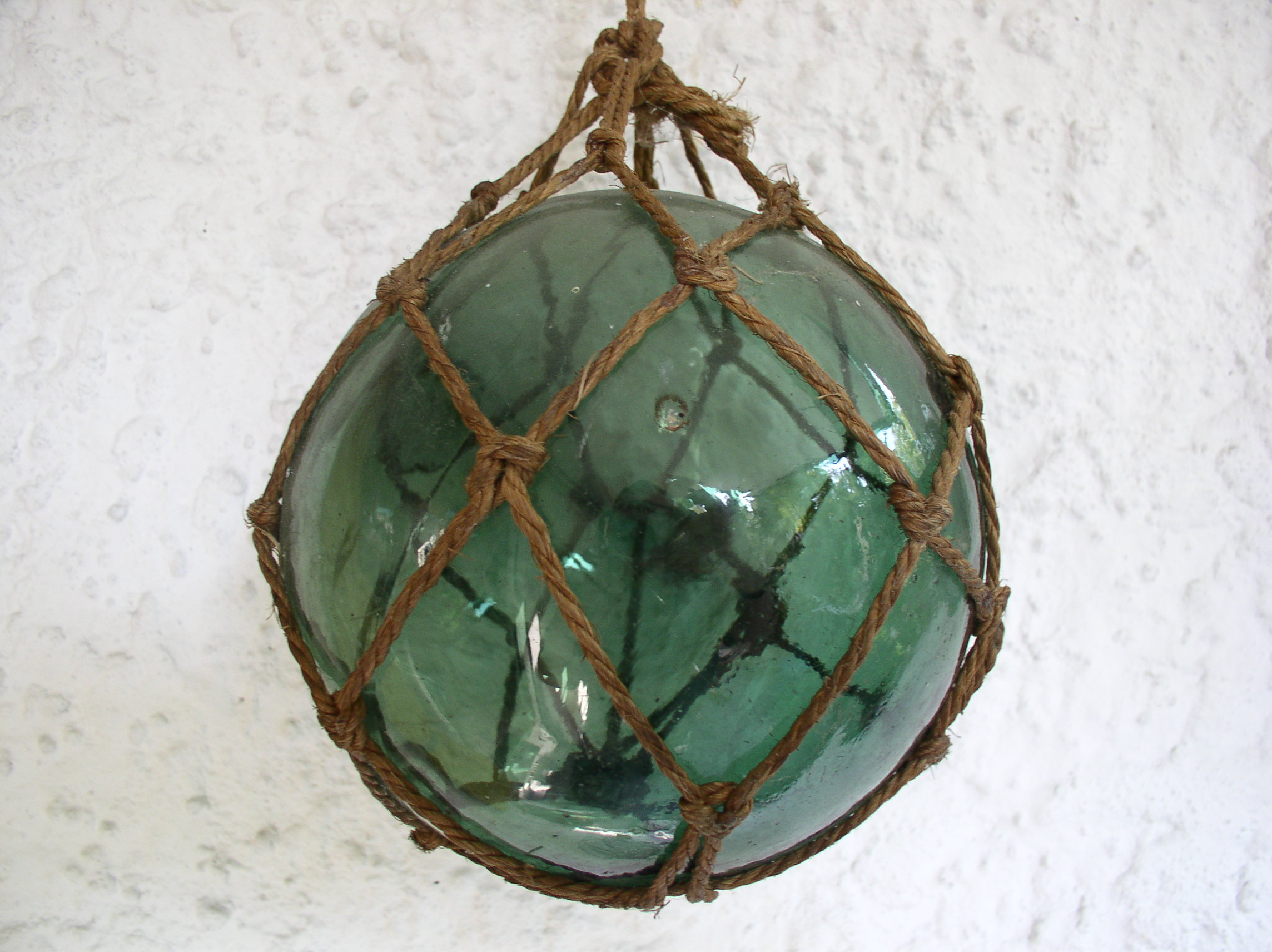
Fischernetzglaskugel aus den 1950er Jahren (im Original-Zustand)
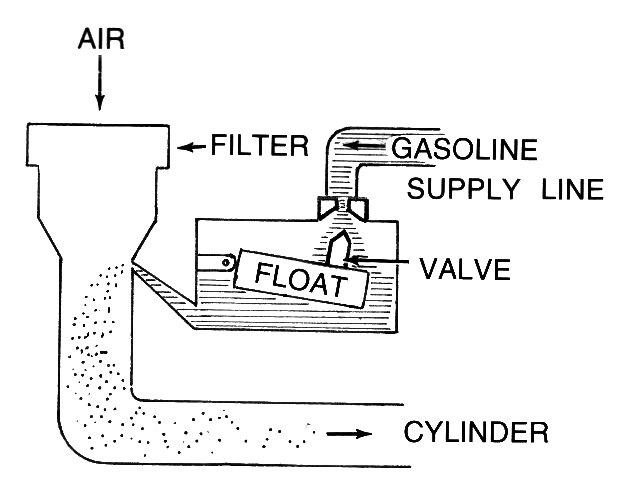
Schwimmer im Vergaser
Schwimmer (1) in der Toilettenspülung
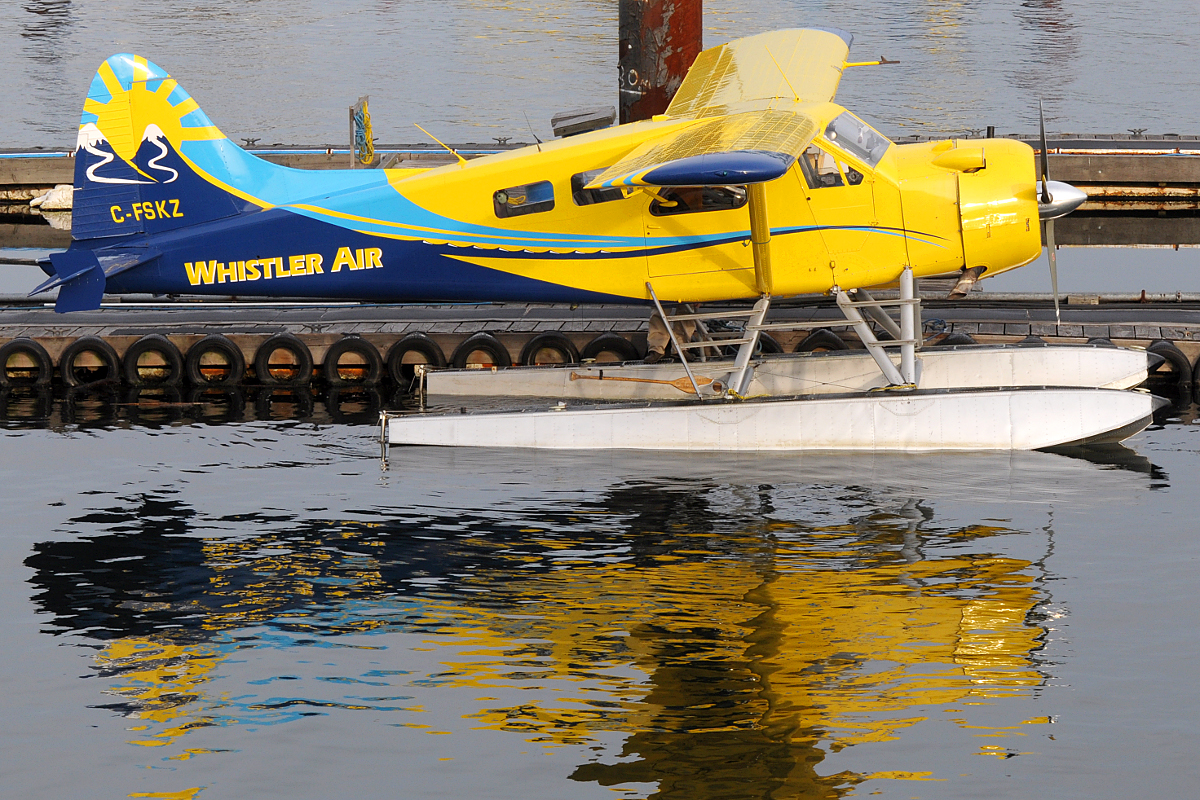
Wasserflugzeug Beaver mit Schwimmern
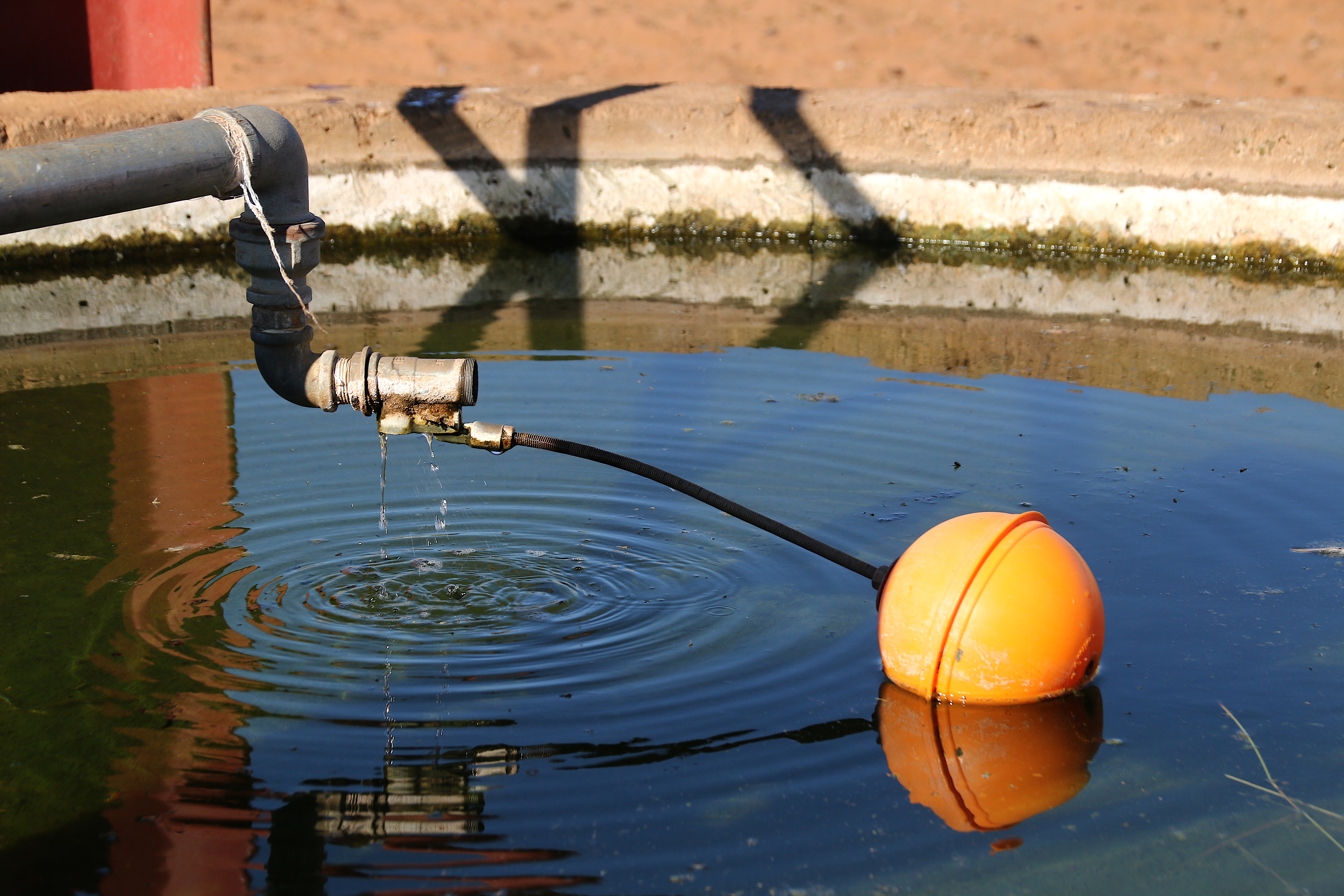
Mechanischer Schwimmregler einer Tränke